# Леопольд I Габсбург
Леопо́льд I Га́бсбург (нім. Leopold I; 9 червня 1640 — 5 травня 1705) — імператор Священної Римської імперії з 18 липня 1658 року, король Угорщини з 27 червня 1655 року (коронований того ж дня), король Богемії з 14 вересня 1656 року (коронований того ж дня), титулярний король Галичини та Володимирії, другий син імператора Фердинанда III й Марії Анни Іспанської.
За його правління османи безуспішно тримали в облозі Відень. Царювання Леопольда I відзначилось гострим протистоянням з Людовиком XIV за гегемонію в європейській політичній ситуації.

## Біографія
Народився 9 червня 1640 року, виховувався спочатку у єзуїтів для прийняття духовного сану, але після смерті старшого брата, Фердинанда (1654), став спадкоємцем австрійських земель і був проголошений королем угорським та чеським. Після смерті батька (1657) Леопольд I, незважаючи на всі інтриги Людовика XIV, що прагнув домогтись імператорської корони, був обраний німецьким імператором й коронований 18 липня 1658 року завдяки особливому сприянню курфюрста Бранденбурзького Фрідріха-Вільгельма I.
Любив та заохочував заняття історією та природничими науками, надавав покровительство музикантам, заснував університети в Інсбруку, Ольмюці й Бреслау; Леопольдівське товариство природознавців зберігає його ім'я. Після смерті ерцгерцога Франца-Сигізмунда Тірольського (1665) Леопольд I надбав графство Тіроль і викупив у Польщі князівства Оппельн та Ратибор, закладені їй Фердинандом III.

## Участь у війнах

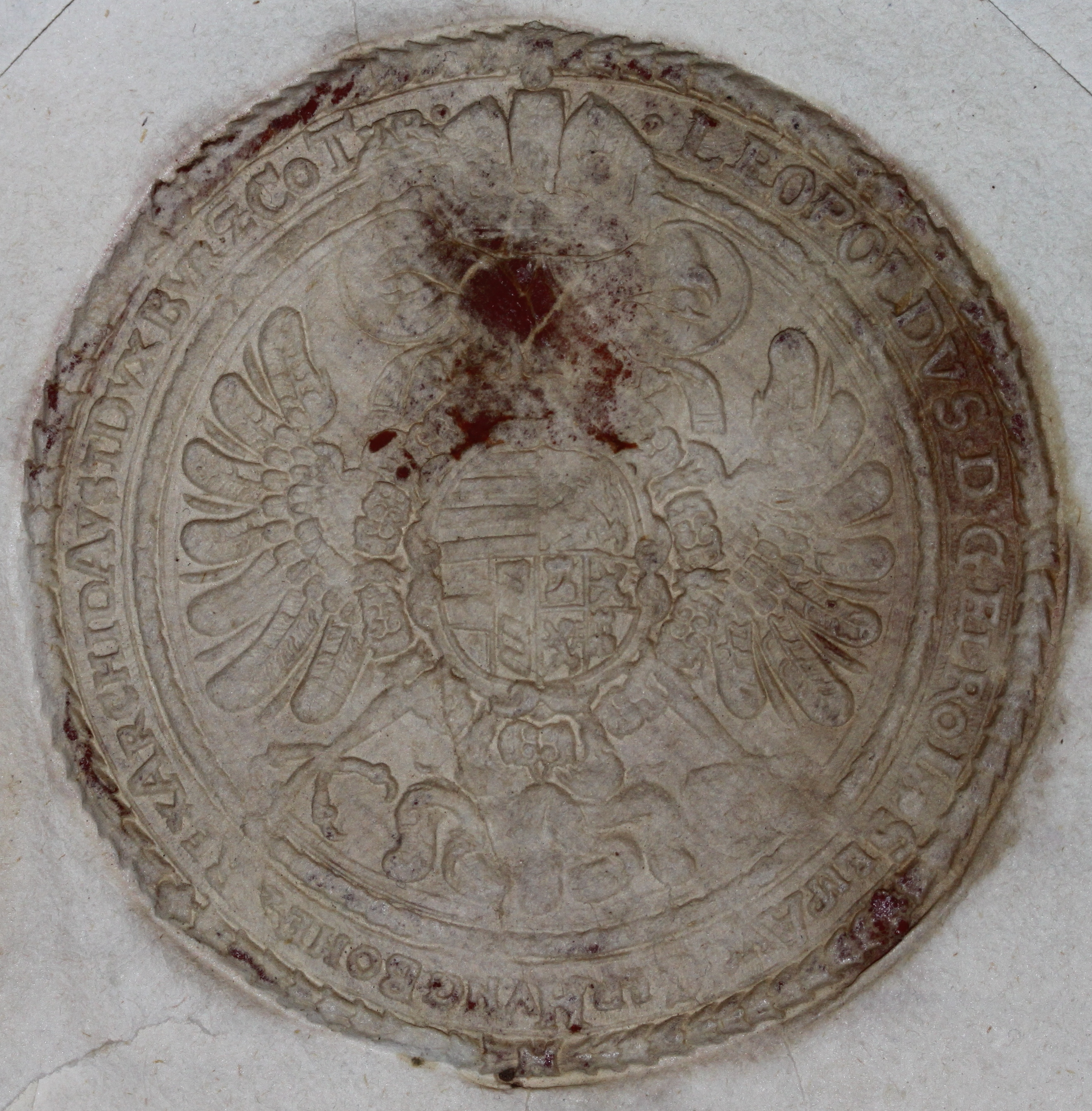
Печатка Леопольда I Габсбурга

Безпристрасний і кволий Леопольд I був відвертим прихильником миру, але обставини втягнули його до багаторічних війн. Разом з польським королем Яном ІІ Казимиром і курфюрстом бранденбурзьким він брав участь у війні з Карлом Х Густавом — королем Швеції та його союзником, Юрієм II Ракоці Семиградським.
Втручання Османської імперії до заколотів Седмигороддя (див. Апафі) втягнуло віденський двір у війну з Портою. У 1663 році турки увірвались до Угорщини, але були розбиті генералом Раймундом Монтекукколі у битві під Сентготтхардом (1664). Не скориставшись цією перемогою, імператор Вашварським перемир'ям закріпив за Портою Гроссвардейн і Нейгейзель. Війна невдовзі відновилась; протестантська національна партія підбурила заколот (1678—1682), й закликані нею на допомогу османи у 1683 році дійшли до Відня, який тримали в облозі з 14 липня по 12 вересня. Від розгрому Австрію врятувала лише перемога під Каленбергом поблизу Відня (12 вересня 1683 року). Леопольд I перейшов до наступальних дій, що завершились Карловицьким миром. Ще раніше, на прессбурзькому сеймі, йому вдалось закріпити за собою Угорщину.
З його війн з Людовиком XIV перша (1672—1679) й друга (1688—1697) були невдалими для Австрії. Вдалішою для неї була третя війна — війна за іспанську спадщину, в якій битва під Гохштедтом була останнім тріумфом Леопольда I, вимушеного у той самий час боротись із новим повстанням угорців (див. Ференц II Ракоці). Крайня нетерпимість Леопольда I позначилась особливо у жорсткому переслідуванні угорських кальвіністів.

## Думка дослідників
"За Леопольда… Німеччина пережила відродження імперії, тієї самої імперії, яка після Вестфальського миру, на думку багатьох спостерігачів, <…> стояла на грані розвалу. Багато в чому завдяки Леопольду імперії написано було ще ціле століття значної, а часом й блискучої історії.

## Родина
1 Дружина — Маргарита Тереза (1651—1673), дочкою короля Філіпа IV.
Діти:
- Фердинанд Венцель (1667—1668)
- Марія Антонія (1669—1692), ерцгерцогиня Австрійська, дружина курфюрста Максиміліана II Емануеля
- Іоганн Леопольд (1670)
- Марія Анна (1672)

2 Дружина — Клавдія Феліцітата, ерцгерцогиня Австрійська (1653—1676).
Діти: 
- Анна Марія (1674—1674)
- Марія Жозефа (1675—1676)

3 Дружина — Елеонора Магдалина Нойбурзька (1655—1720), дочка Філіппа Вільгельма Нойбурзького
Діти:
- Йосиф (1678—1711) — майбутній імператор Йосип I
- Марія Єлизавета (1680—1741) — штатгальтер Австрійських Нідерландів
- Марія Анна (1683—1754) — королева Португалії, дружина короля Портуґалії Жуана V
- Марія Тереза (1684—1696)
- Карл (1685—1740) — майбутній імператор Карл VI
- Марія Йозефа (1687—1703)
- Марія Маґдалена (1689—1743).